# Brunettia onerata
Brunettia onerata är en tvåvingeart som beskrevs av Quate 1967. Brunettia onerata ingår i släktet Brunettia och familjen fjärilsmyggor. Inga underarter finns listade i Catalogue of Life.